# Saluda, South Carolina
Saluda är administrativ huvudort i Saluda County i South Carolina. Enligt 2020 års folkräkning hade Saluda 3 122 invånare. I närheten av Saluda ligger begravningsplatsen Butler Family Cemetery där Pierce Mason Butler har fått sista vilan.